# Maravalia fici
Maravalia fici är en svampart som först beskrevs av Mundk. & Thirum., och fick sitt nu gällande namn av Y. Ono 1984. Maravalia fici ingår i släktet Maravalia och familjen Chaconiaceae.   Inga underarter finns listade i Catalogue of Life.